# ポポルカ族
ポポルカ族（ポポルカぞく、Popoluca）は、メキシコに住む民族。ポポロカ族 (Popoloca) とも表記される。

## 居住地
メキシコ、テワンテペク地峡の東端、ベラクルス州南部のメキシコ湾岸に住んでいる。居住地一帯はカシ、ヤシの森林に富む肥沃な丘陵地帯と、サバンナの低地地帯からなる。
かつてスペイン人が特定地域にまとめて住まわせようとしたことがあり、そのためポポルカ族の町は、左右対称性の強いスペイン型の家並みを特色とするようになった。

## 生活
農耕を営み、コーヒーが重要な換金作物となっている。主食はトウモロコシ、豆類、カボチャ。
シカ、ウサギ、イノシシ、鳥類を狩猟し、毒流しによってザリガニ類も捕える。